# Durham County Council
Durham County Council er kommunalbestyrelse for den selvstyrende kommune (det administrative grevskab) County Durham i det ceremonielle grevskab af samme navn.

## Opettet i 2009
Durham County Council opstod den 1. april 2009, da syv mindre kommuner blev sammenlagte til én kommune.
De seks tidligere kommuner var:
- Chester-le-Street med Lumley, Pelton og Sacriston.
- Derwentside med Consett og Stanley.
- City of Durham med Durham city og omliggende områder.
- Easington med Seaham og Peterlee, der er en planlagt by (New Town).
- Borough of Sedgefield med Spennymoor med Newton Aycliffe.
- Teesdale med Barnard Castle og landsbyerne i Teesdale.
- Wear Valley med Bishop Auckland, Crook, Willington, Hunwick og landsbyerne langs Weardale.

## Nabokommuner
Mod sydøst grænser det administrative grevskab op til de selvstyrende kommuner Hartlepool, Darlington og Stockton-on-Tees.
Hartlepool og Darlington ligger også i det ceremonielle grevskab County Durham, mens Stockton-on-Tees er delt mellem North Yorkshire og County Durham.

## Eksterne links
- / Durham County Council – officiel website (engelsk) Arkiveret 15. oktober 2012 hos  Wayback Machine